# Hyémondans
Hyémondans é uma comuna francesa na região administrativa de Borgonha-Franco-Condado, no departamento de Doubs. Estende-se por uma área de 6,87 km². Em 2010 a comuna tinha 209 habitantes (densidade: 30,4 hab./km²).